# 3b-hidroksi-D5-steroid dehidrogenaza
3b-hidroksi--steroid dehidrogenaza (EC 1.1.1.145, progesteronna reduktaza, Delta5-3beta-hidroksisteroidna dehidrogenaza, 3beta-hidroksi-5-en steroidna dehidrogenaza, 3beta-hidroksi steroidna dehidrogenaza/izomeraza, 3beta-hidroksi-Delta5-27-steroidna dehidrogenaza/izomeraza, 3beta-hidroksi-Delta5-27-steroidna oksidoreduktaza, 3beta-hidroksi-5-en-steroidna oksidoreduktaza, steroid-Delta5-3beta-ol dehidrogenaza, 3beta-HSDH, 5-en-3-beta-hidroksisteroidna dehidrogenaza, 3beta-hidroksi-5-en-steroidna dehidrogenaza) je enzim sa sistematskim imenom 3beta-hidroksi-Delta5-steroid:NAD+ 3-oksidoreduktaza. Ovaj enzim katalizuje sledeću hemijsku reakciju
3beta-hidroksi-Delta5-steroid + + {\displaystyle \rightleftharpoons } 3-okso-Delta5-steroid + +
Ova aktivnost je prisutna u nekoliko bifunktionalnih enzima koji katalizuju oksidativnu konverziju Delta5-3-hidroksi steroida u Delta4-3-okso konfiguraciju. Ta konverzija se izvodi putem dve zasebne, sekvencijalne reakcije. U prvoj reakciji, za koji je neophodan NAD+, enzim katalizuje dehidrogenaciju 3beta-hidroksi steroida do 3-okso intermedijera. U drugoj reakciji redukovani koenzim, koji ostaje vezan za enzim, aktivira izomerizaciju Delta5 forme do Delta4 forme (cf. EC 5.3.3.1, steroid Delta-izomeraza). Supstrati su dehidroepiandrosteron (koji se konvertuje u androst-5-en-3,17-dion), pregnenolon (konvertuje se u progesteron) i holest-5-en-3-on, intermedijar degradacije holesterola.

## Literatura
- Nicholas C. Price; Lewis Stevens (1999). Fundamentals of Enzymology: The Cell and Molecular Biology of Catalytic Proteins (Third изд.). USA: Oxford University Press. ISBN 019850229X.
- Eric J. Toone (2006). Advances in Enzymology and Related Areas of Molecular Biology, Protein Evolution (Volume 75 изд.). Wiley-Interscience. ISBN 0471205036.
- Branden C; Tooze J. Introduction to Protein Structure. New York, NY: Garland Publishing. ISBN 0-8153-2305-0.
- Irwin H. Segel. Enzyme Kinetics: Behavior and Analysis of Rapid Equilibrium and Steady-State Enzyme Systems (Book 44 изд.). Wiley Classics Library. ISBN 0471303097.

## Spoljašnje veze
- 3beta-hydroxy-Delta5-steroid+dehydrogenase на 